# أسطورة أرسلان
أسطورة الأمير أرسلان هي أسطورة فارسية شعبية وتعبر من الفلكلور الفارسي، وقد روى القصة الحكواتي محمد علي النقيب المملوكي رويت لناصر الدين القاجاري شاه قاجار، ملك إيران من الأسرة القاجارية امتدت فترة حكمه لما يقارب الخمسين عاما من 17 سبتمبر 1848 حتى اغتياله في 1 مايو 1896. وعلى الرغم من أن الحكواتي محمد علي النقيب المملوكي لم يكتب القصة ينفسه، إلا أن ابن الشاه ناصر الدين القاجاري، والذي أحب الحكاية، في نهاية المطاف اكمل القصة وحافظ عليها من اجل التاريخ.
وهي ملحمة تحكي مغامرات أرسلان بطل الرواية. وتبدأ القصة مع السدة بانو الحاكمة لمدينة الروم (والتي تعرف أيضاً باسم القسطنطينية أو اسطنبول)، وقد غرا الأوروبيين مدينتها، مما أجبر اجبرت السيدة بانو الحامل على الفرار للحفاظ على حياتها. وقالت انها أصبحت متزوجة من تاجر مصري وولدت طفلها الذي اسمته أرسلان. ادعى التاجر المصري ابوة الطفل أرسلان باعتباره ملكاً خلفه. في نهاية المطاف وبطبيعة الحال، تعلم أرسلان من أصوله الملكية وبدأ يفكر في كيفية استعادة عرشه، بعدما قامت المملكة المجاورة بالإستيلاء على ممكلته وقتل أبوه الملك.

## اقتباسات الرواية
- كُتبت الاسطورة كـرواية بطولية من قِبل الروائي الياباني تاناكا يوشيكي (田中 芳樹) منذ عام 1986 إلى 2008 على شكل 14 رواية.
- بعد اكتساب الرواية شعبية كبيرة تم تحويل الرواية إلى مانغا من قِبل تاناكا يوشيكي و تشيساتو ناكامورا ونُشرت بواسطة شركة النشر اليابانية كادوكاوا شوتين. تم إنتاج 13 مجلد.
- اعادت المانجاكا هيرومو اراكاوا في يوليو 2013 كتابة ورسم مانغا اسطورة ارسلان (アルスラーン戦記, Arusurān Senki) باسلوبها الخاص مستعينة بالنص الأصلي. مانغا شهرية لا يزال إصدارها مستمرًا.
- حُولت الرواية إلى 4 اوفات (اوفا OVA) في عام 1995 , وفلمين.
- أعلن في 2نوفمبر 2014 عن إنتاج سلسلة انمي مقتبسة من مانغا هيرومو اراكاوا، في أبريل 2015 تم عرض سلسلة الانمي وقد احتوت 22 حلقة. عُرضت اسبوعيًا على القنوات اليابانية في الساعة 5:00 مساء.
- عرضت هذه القصة إلى الشاشة التلفزيونية عن طريق شابور ياسامي Shapor Yasami عام 1954، وكان البطل الرئيسي الممثل الإيرانيإيلوش خوشابيه Iloosh Khooshabeh (المعروف باسم رود فلاش وريتشارد لويد في الغرب). وقد تم تطوير القصة إلى سيناريو آخر من قبل الطبيب إسماعيل كوشان على 1965، وهذه المرة كان لعبت أرسلان محمد علي فردين، وكانت النتيجة فيلم موسيقي ناجح جدا.
- صدرت لعبة فيديو Sega CD عام 1993.
- في خريف 2015 , سيتم إصدار لعبة فيديو (تتضمن شخصيات الانمي المقتبس من مانغا هيرومو اراكاوا) تعمل على بلاي ستيشن 3 وبلاي ستيشن 4.

## روابط خارجية
- Encyclopedia Iranica, Amir Arsalan
- (بالفارسية) Online PDF text of Amir Arsalan
- About the original storybook
- http://parstech.org/detail.php?id=1137
- http://www.iranicaonline.org/newsite/articles/v1f9/v1f9a078.html%5Bوصلة+مكسورة%5D
- http://www.complete-review.com/reviews/iran/arsalan.htm